# 우라토미촌
우라토미촌(浦富村)은 일본 돗토리현 이와미군에 설치되었던 촌이다. 현재의 이와미정의 일부에 해당한다.